# Miss Angola
O Miss Angola refere-se tanto ao concurso que elege a representante angolano para o Miss Universo, como ao concurso que elege para o Miss Mundo.

## História
O primeiro Miss Angola, sob o nome Comité Miss Angola, foi realizado em 1997 e foi vencido por Emília Guardado, candidata de Benguela, que participou do Miss Universo 1997, na primeira representação do país num grande concurso internacional. A vice, Maria Cortez de Lemos, foi ao Miss Mundo 1998.

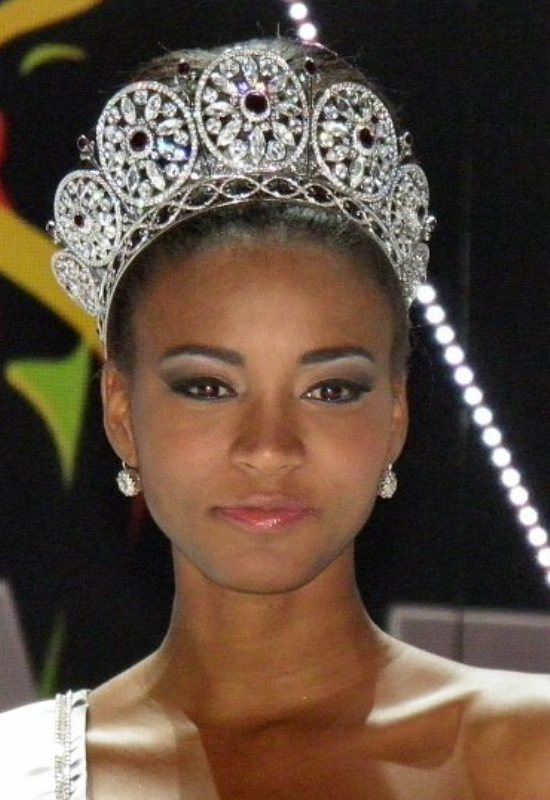
Leila Lopes, a Miss Angola e Miss Universo 2011, coroada em evento realizado em São Paulo, Brasil.

Durante vários anos o Comité foi o responsável por enviar a vencedora ao Miss Universo e a vice ao Miss Mundo, mas em 2007 Micaela Reis foi aos dois concursos, tendo sido Top 10 no Miss Universo e vice no Miss Mundo. A vitória de uma angolana viria em 2011, quando Leila Lopes venceu o Miss Universo. O Comitê também conseguiu outras três classificações neste concurso e outras duas classificações no Miss Mundo. 
Eventualmente uma miss foi eleita especialmente para o Miss Mundo, o que aconteceu em 2006, em 2013 e em 2017. A partir de 2019 um concurso específico para o Miss Mundo passou a ser realizado.

## Representantes no Miss Universo
Lista de angolanas que venceram o Miss Angola e participaram do Miss Universo
| Ano  | Miss Angola        | Província      | Colocação              | Prêmio        | R      |
| 2022 | Swelia António     | Holanda        |                        |               | [ 4 ]  |
| 2019 | Salett Miguel      | Bié            |                        |               |        |
| 2018 | Ana Liliana Avião  | Luanda         |                        |               | [ 5 ]  |
| 2017 | Lauriela Martins   | Cabinda        |                        |               | [ 6 ]  |
| 2016 | Luísa Baptista     | Cuando-Cubango |                        |               | [ 7 ]  |
| 2015 | Witney Shikongo    | Huíla          |                        | Miss Simpatia | [ 8 ]  |
| 2014 | Zuleica Wilson     | Cabinda        |                        |               | [ 9 ]  |
| 2013 | Vaumara Rebelo     | Luanda         |                        |               | [ 10 ] |
| 2012 | Marcelina Vahekeni | Cunene         |                        |               | [ 11 ] |
| 2011 | Leila Lopes        | Benguela       | MISS UNIVERSO 2011     |               | [ 12 ] |
| 2010 | Jurema Ferraz      | Namibe         |                        |               | [ 13 ] |
| 2009 | Nelsa Alves        | Luanda         |                        |               | [ 14 ] |
| 2008 | Lesliana Pereira   | Zaire          |                        |               | [ 15 ] |
| 2007 | Micaela Reis       | Luanda         | Semifinalista (Top 10) |               | [ 16 ] |
| 2006 | Isménia Junior     | Cabinda        |                        |               | [ 17 ] |
| 2005 | Zenilde Josias     | Benguela       |                        |               | [ 18 ] |
| 2004 | Telma Sonhi        | Lunda-Sul      | Semifinalista (Top 15) |               | [ 19 ] |
| 2003 | Ana Sebastião      | Luanda         | Semifinalista (Top 15) |               | [ 20 ] |
| 2002 | Giovana Leite      | Benguela       |                        |               | [ 21 ] |
| 2001 | Hidianeth Cussema  | Bié            |                        |               | [ 22 ] |
| 2000 | Eunice Manita      | Luanda         |                        |               | [ 23 ] |
| 1999 | Egídia Torres      | Cabinda        |                        |               | [ 24 ] |
| 1998 | Emília Guardado    | Benguela       |                        |               | [ 25 ] |

## Representantes no Miss Mundo
Inicialmente o Comitê enviava a vice-Miss Angola ao Miss Mundo, mas a partir de 2006 passou a, eventualmente, escolher uma candidata para este concurso e em 2007 enviou  Micaela Reis, que já havia ido ao Miss Universo.  
Em 2011 Edmilza dos Santos havia sido escolhida para ir ao Miss Mundo, mas o Comité desistiu do concurso internacional. No entanto, ela foi enviada ao concurso no ano seguinte.  
Em 2013 uma Miss Angola Mundo foi eleita, quando Maria Castelo levou a coroa. Em 2017 Judelsia foi eleita pelo CPLP Angola Organisation, mas em 2018 a vice-Miss Angola, Nelma Ferreira, da versão Universo voltou a ser a escolhida para o Miss Mundo. 
A partir de 2019 um concurso específico voltou a ser realizado. 
| Ano  | Nome                               | Colocação | R      |
| ---- | ---------------------------------- | --------- | ------ |
| 2022 | Florinda José                      |           | [ 27 ] |
| 2021 | Ruth Carlos                        | Huambo    |        |
| 2019 | Brezana da Costa*                  |           | [ 28 ] |
| 2018 | Nelma Ferreira                     |           | [ 29 ] |
| 2017 | Judelsia Bache                     |           | [ 30 ] |
| 2013 | Maria Castelo                      |           | [ 31 ] |
| 2012 | Edmilza dos Santos                 |           |        |
| 2010 | Ivanita Jones                      |           |        |
| 2009 | Nadia Silva                        |           |        |
| 2008 | Brigite dos Santos                 | Top 6     | [ 32 ] |
| 2007 | Micaela Reis                       | Vice      |        |
| 2006 | Stiviandra Oliveira                | Top 6     |        |
| 2004 | Silvia João de Deus                |           |        |
| 2003 | Celma Antunes Carlos               |           |        |
| 2002 | Rosa Mujinga Muxito                |           |        |
| 2001 | Alexandra Da Rocha                 |           |        |
| 2000 | Deolinda Manuel Vilela             |           |        |
| 1999 | Lorena Silva                       |           |        |
| 1998 | Maria Manuela Cortez de Lemos João |           |        |

*Nota: Breazana não participou do Miss Mundo porque não houve concurso em 2020 devido à pandemia de covid-19. 

## Títulos por províncias
Títulos por províncias de candidatas que foram ao Miss Universo
| V | Província      | Títulos                            |
| 6 | Luanda         | 2000, 2003, 2007, 2009, 2013, 2018 |
| 4 | Benguela       | 1998, 2002, 2005, 2011             |
| 4 | Cabinda        | 1999, 2006, 2014, 2017             |
| 2 | Bié            | 2001, 2019                         |
| 1 | Cuando-Cubango | 2016                               |
| 1 | Huíla          | 2015                               |
| 1 | Cunene         | 2012                               |
| 1 | Namibe         | 2010                               |
| 1 | Zaire          | 2008                               |
| 1 | Lunda-Sul      | 2004                               |

## Ligações Externas
- Instagram oficial